# Talbezirk

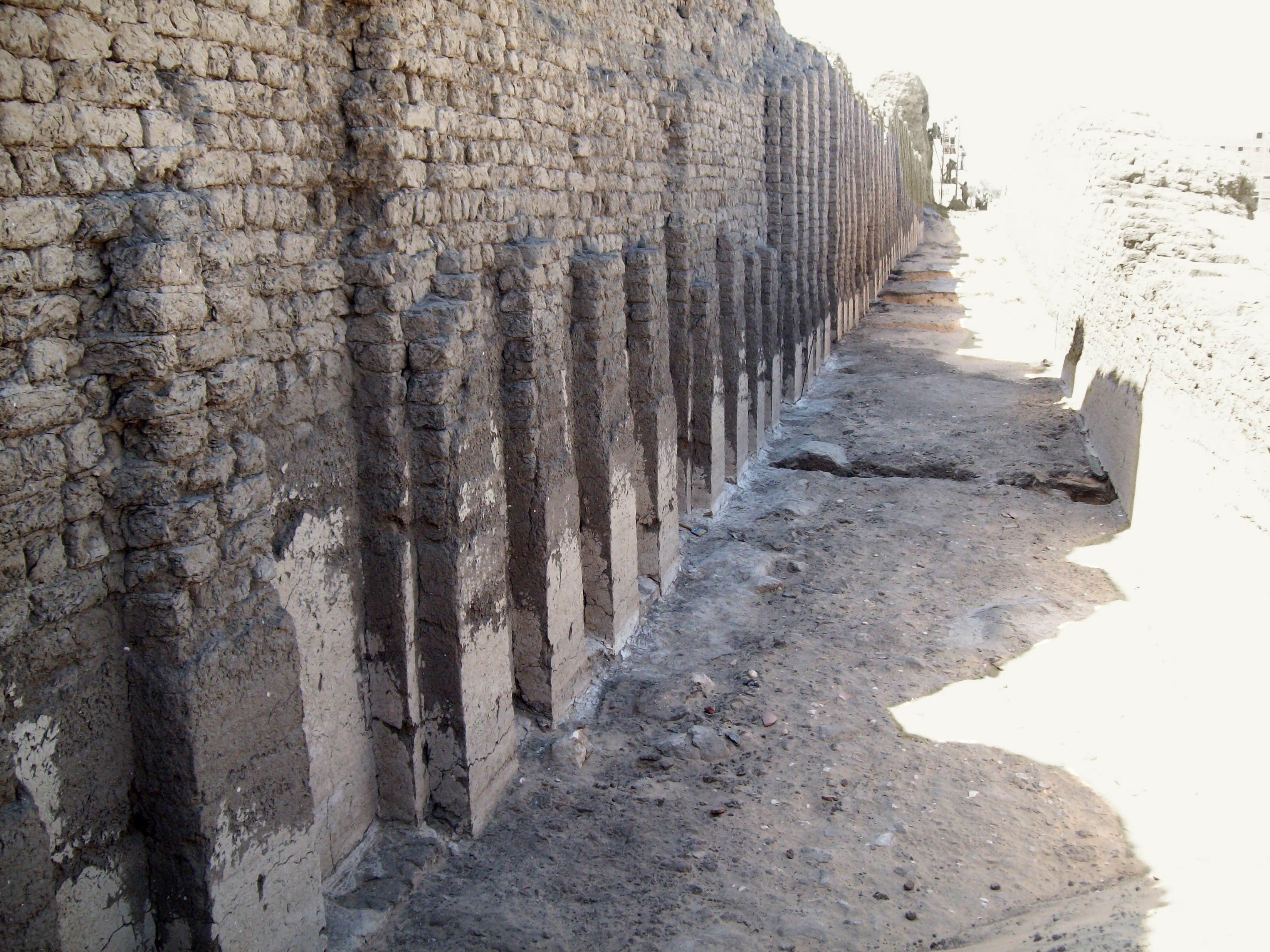
Das Shunet El-Zebib mit gut erhaltener Nischenfassade.

Als Talbezirk oder Begräbnisbezirk bezeichnen Ägyptologen eine ummauerte Einfriedung des Alten Ägyptens, speziell der Frühzeit (Beginn der 1. Dynastie bis Ende der 2. Dynastie). Die Alten Ägypter bezeichneten diesen Gebäudekomplex als „Ka-Haus“ oder „Haus der Ka-Seele“ (altägypt. Hut-ka). Dabei unterschieden sie allerdings nicht zwischen der Einfriedung und dem Ka-Haus als Gebäude, sondern nannten den gesamten Komplex Hut-Ka. Bei einem Talbezirk handelte es sich um den historischen, kultischen wie architektonischen Vorläufer der späteren Pyramidenkomplexe und das eigentliche Ka-Haus war der Vorgänger der späteren Toten- und Taltempel.

## Piktografie
Bereits auf Tonsiegeln, Tonvasen und Steingefäßen der 1. Dynastie erscheint die piktografische Darstellung des Ka-Hauses in fest vorgegebener Form. Es erscheint als Kombination aus den Hieroglyphenzeichen D29 (Ka auf Götterstandarte) und O6 (Haus mit Hof). Zu sehen ist ein für gewöhnlich aufrechter, rechteckiger Rahmen mit „Kästchen“ in der unteren rechten Ecke. Der Rahmen steht für die Einfriedung, das „Kästchen“ für das eigentliche Ka-Haus und in der freien Mitte prangt das Ka-Symbol. Auf den Tonsiegeln sind Talbezirke mit Ka-Haus allerdings äußerst selten zu sehen.
Auf vielen Steingefäßen der späten 1. und der gesamten 2. Dynastie werden die Bezirkmauern glattwandig dargestellt, obwohl ihre Mauern in Wirklichkeit Wandnischen an den Außenseiten hatten. Oftmals wurde der Horusname des verstorbenen Herrschers ohne Serech über dem Ka-Symbol beigefügt. Hier findet man nun neben dem Ka-Haus oft den Horusnamen eines Nachfolgers (diesmal allerdings mit Serech). Dieses Bildprogramm soll ausdrücken, dass der König mit Serech das Ka-Haus eines Vorgängers aufgesucht hat. Tintenaufschriften auf Ton- und Steingefäßen nennen neben dem Ka-Haus seit der ausgehenden 2. Dynastie die Namen der Beamten und Priester, die für die Versorgung und Unterhaltung im Talbezirk zuständig waren, als Beispiel seien hier Inichnum und Maapermin genannt.

## Geschichte
Die frühesten noch erhaltenen Talbezirke finden sich nahe Abydos bei Umm el-Qaab, das bislang früheste archäologisch erhaltene Beispiel sind die drei Talbezirke des Königs Aha (frühe 1. Dynastie). Bei Abydos finden sich außerdem noch die Talbezirke der Könige Djer, Djet und (vermutlich) Qa'a, allesamt Herrscher der 1. Dynastie. Ein weiterer Talbezirk nahe dem Shunet El-Zebib und mit einiger Sicherheit aus der 1. Dynastie stammend konnte bislang nicht zufriedenstellend zugeordnet werden. Die eigentlichen Mastabagräber dieser Herrscher liegen ca. 1,8 km nordöstlich bei Umm el-Qaab. In Abydos liegen außerdem noch die Kultbezirke der Könige Peribsen und Chasechemui aus der 2. Dynastie. Eine weitere Einfriedung aus der 1. oder 2. Dynastie befand sich unter dem ehemaligen koptischen Kloster Deir el-Sitt Damiana (um 700 n. Chr. gegründet). Sie wurde bislang ebenfalls noch keinem frühdynastischen Herrscher sicher zugeordnet und könnte eventuell sogar deutlich jüngeren Datums sein. Chasechemui scheint möglicherweise sogar einen zweiten Talbezirk bei Hierakonpolis besessen zu haben. Interessanterweise wirken bereits die Talbezirke des Königs Aha auffallend „genormt“, sodass manche Ägyptologen argwöhnen, ob die Tradition der Talbezirke nicht schon etwas älter sein könnte als bislang angenommen.
Unter König Djoser, dem mutmaßlichen Begründer der 3. Dynastie, wurde das Konzept des freistehenden Talbezirks aufgegeben und stattdessen der sogenannte Pyramidenbezirk eingeführt. Unter König Snofru, dem mutmaßlichen Begründer der 4. Dynastie, kamen schließlich der Totentempel und der Taltempel in Mode. Mentuhotep II., 6. Regent der 11. Dynastie (Mittleres Reich), besaß als erster König nach dem Zusammenbruch des Alten Reichs wieder ein Ka-Haus.

## Architektur

### Einfriedung und Hof
Der Talbezirk war ein Teil des königlichen Friedhofs, ein Kultbezirk in Gestalt eines maßstabsgetreuen Modellnachbaus des königlichen Palastes nebst Palasthof, Andachtskapellen, Opferaltären und Statuenschreinen. Wie für das Frühe Reich üblich, besaß jeder frühdynastische Herrscher ein Mastabagrab und einen nahegelegenen Talbezirk, beides jedoch räumlich und geografisch voneinander getrennt.
Der Talbezirk bestand aus einer rechteckigen Einfriedung in Form einer innenseitig glatten, außen genischten Mauer aus gebrannten Lehmziegeln. Die Achse der Einfriedung war von Ost nach West beziehungsweise von Südost nach Nordwest ausgerichtet und orientierte sich an Sonnenaufgang und Sonnenuntergang. Die Dicke der Mauern variierte, ihre ursprüngliche Höhe ist heute nicht mehr bestimmbar. Einzig die Umfassungsmauern des Shunet El-Zebib des Chasechemui können mit einiger Sicherheit auf eine Ursprungshöhe von ca. 12 m geschätzt werden. Jeder Talbezirk hatte seinen Haupteingang an der östlichen Ecke und einen etwas kleineren Zweiteingang an der nördlichen Ecke. Neuere Untersuchungen haben ergeben, dass der Zweiteingang in Wahrheit nur eine sogenannte Scheintür, zugemauert und daher nur ein rituelles Dekorelement war. Die Einfriedung des Peribsen (heute als „Mittleres Fort“ bekannt) hatte drei Eingänge (Nordecke, Ostecke und Südecke) und das Shunet El-Zebib schließlich vier (in jeder Mauer ein Portal; zwei Scheintüren und zwei „echte“ Tore). Bei Peribsen und Chasechemui waren die Osttore jeweils die Haupteingänge, bei Chasechemui war das Südtor tatsächlich ein nutzbarer Zweiteingang. Das Shunet El-Zebib hatte am nördlichen Haupteingang sogar eine zweiräumige Eingangshalle.
Die Talbezirke der Könige Aha, Djer und Djet besaßen sogenannte Satellitengräber höfischer Bediensteter, Beamter und Priester, die ihrerseits zur Familie des jeweiligen Königs gehörten. Damit ahmten die ersten Talbezirke die eigentlichen Grabanlagen nach, die von einer Großzahl an Nebenbestattung umgeben waren. König Aha besaß sogar drei kleinere Talbezirke. Die Talbezirke der 2. Dynastie wurden nicht mehr mit Satellitengräbern umgeben.

### Ka-Haus und Kultschrein
Jeder Talbezirk weist bei seinem Nordost-Eingang ein oft in die Mauern integriertes Kultgebäude auf, das eigentliche Ka-Haus. Die Ka-Häuser der 1. Dynastie waren noch von sehr einfacher Struktur und enthielten nur ein oder zwei Räume. Das Ka-Haus des Peribsen hatte drei Kammern, das des Chachesemui mindestens vier. Ein weiteres Kultgebäude, der Kultschrein, war freistehend nahe der Ostecke der Einfriedung positioniert. Sowohl Ka-Haus als auch Kultschrein bestanden aus gebrannten Lehmziegeln. Und auch deren Innenstruktur war bis König Peribsen schlicht: ein Vorraum und zwei Altarräume. Peribsens Kultschrein umfasste zwei Vorkammern und vier Altarräume, jener des Chasechemui hatte doppelt so viele Räume.

### Herausragende Beispiele von Talbezirken
Ein herausragendes Beispiel von Talbezirken ist jener der Königin Meritneith. Sie war sehr wahrscheinlich die Gemahlin von König Djer und nachweislich die Mutter von König Den. Es ist bereits ungewöhnlich, dass sie bei Umm el-Qaab ein eigenes Mastabagrab besitzt, dieses Privileg war eigentlich nur dem König selbst vorbehalten. Ehefrauen, Familienangehörige, aber auch engste Vertraute und Bedienstete wurden eigentlich traditionell nach dem Tod des Herrschers in kleinen Nebenbegräbnissen rings um das Königsgrab bestattet. Dass Meritneith ein eigenes Mastabagrab und obendrein sogar einen eigenen Talbezirk erhielt, hat Ägyptologen und Historiker zu dem Schluss geführt, dass die Königin dereinst selbst wie ein Pharao geherrscht haben muss. Vermutlich hatte sie den Thron übernommen, als ihr Sohn Den, der eigentliche Thronfolger, noch zu jung für Regierungsgeschäfte war.
Das bekannteste und architektonisch fortschrittlichste (und zugleich komplexeste) Beispiel eines königlichen Talbezirks ist das Shunet El-Zebib des Königs Chasechemui (mutmaßlich letzter Herrscher der 2. Dynastie) nahe Abydos. Neben dem „Fort“ in Hierakonpolis ist es, historisch wie chronologisch betrachtet, das letzte fertiggestellte Exemplar eines Kultbezirks. Danach wurden augenscheinlich keine Kultbezirke mehr angelegt, zumindest konnten keine fertiggestellten Kultbezirke aus der Zeit nach Chasechemui freigelegt werden. Stattdessen wurden fortan Pyramidenbezirke mit integriertem Grab angelegt. Aufgrund der markanten architektonischen wie gestalterischen Ähnlichkeit zwischen Shunet El-Zebib und dem Pyramidenkomplex des Königs Djoser (mutmaßlicher Gründer der 3. Dynastie) betrachten Archäologen und Ägyptologen das „Shuneh“ als den direkten Vorläufer des Stufenpyramidenkomplexes. Der Stufenhügel in der Hofmitte des Shunet El-Zebib wird bisweilen gar als eine Art „Proto-Pyramide“ angesehen.

## Lage
Ein herausstechendes Merkmal der frühägyptischen Talbezirke ist, dass sie archäologisch ganz sicher bislang nur in Umm el-Qaab nachgewiesen werden konnten. In Anbetracht dessen, dass bereits die ersten Könige der 1. Dynastie in Abydos bestattet wurden und ihre jeweiligen Talbezirke etwa eine Meile davon entfernt liegen, erscheint die gehäufte Präsenz bei Abydos nur logisch. Allerdings herrschten nach derzeitigem Wissensstand acht Könige während der 1. Dynastie und alle acht Mastabagräber wurden ausgegraben. Aber nur von vier (bzw. fünf) Königen konnten die entsprechenden Talbezirke freigelegt werden, ein Talbezirk aus der 1. Dynastie ist noch immer anonym. Entweder wurden die vermissten Talbezirke in der Antike geplündert und komplett zerstört, oder sie ruhen etwas abseits noch unentdeckt in der Gegend um Umm el-Qaab.
Etwa 260 m westlich der Pyramidennekropole des Königs Djoser in Sakkara befindet sich die Einfriedung Gisr el-Mudir. Ihr Umfang misst etwa 650 × 350 m und die Mauern nebst Fundament bestehen vollständig aus behauenem Kalkstein. Obgleich von eher mäßiger Bauqualität, stellt das Gisr el-Mudir das derzeit älteste Steinmonument der ägyptischen Geschichte dar. Weil im Innenhof bislang keine Spur eines Grabes oder gar eines Pyramidenfundaments entdeckt wurde, gilt eine geplante Nutzung der Einfriedung als Talbezirk als ziemlich sicher. Jedoch blieb die Anlage eindeutig unvollendet und der Bauherr konnte bis heute nicht identifiziert werden. Einzig bemalte Keramikscherben erlauben eine sichere Datierung in die Übergangszeit von 2. zu 3. Dynastie. Damit kämen sowohl Chasechemui als auch Djoser als Kandidaten in Frage. Allerdings wurden nicht allzu weit vom Djoser-Komplex mehrere Herrscher der frühen 2. Dynastie in unterirdischen Galerie-Gräbern bestattet, darunter Hetepsechemui, Raneb und Ninetjer (eventuell auch König Sechemib). Die Position der Galerie-Gräber zum Gisr el-Mudir ähnelt sehr denen der Talbezirke von Abydos und Umm el-Qaab. Allerdings spricht der Steinbau gegen die vier vorgenannten Herrscher: Steinmonumente sind eben erst seit König Djoser sicher belegt.

## Kultische und religiöse Bedeutung
Ägyptologie und Archäologie beschäftigen sich mit der Frage, warum die frühdynastischen Herrscher gleich zwei „Friedhöfe“ für sich beanspruchten und das Mastabagrab und der Talbezirk geografisch getrennt wurden. Nachgewiesen ist, dass das eigentliche Grab des Königs, das sich ja unterirdisch und unter der Mastaba verborgen befand, nach Fertigstellung komplett zugemauert war. Es konnte also nicht mehr betreten werden und gewiss stand dies auch unter Strafe. Da Mastabagräber zu dieser Zeit noch keine Opferkapelle an der Außenseite besaßen (zumindest konnten solche nicht sicher nachgewiesen werden), musste gewissermaßen improvisiert werden. Der Talbezirk sollte Anhängern und Nachfolgern des verstorbenen Königs die Möglichkeit bieten, ihres/ihrer Ahnen zu gedenken, ohne die Grabesruhe zu stören.
Im Talbezirk wurde des verstorbenen Königs gedacht und sein Name in Ehren gehalten. Es wurden Opfer dargebracht, gebetet und es wurden Prozessionen abgehalten. Das Ka-Haus enthielt eine Sitzstatue des verstorbenen Königs, in der dem frühägyptischen Glauben zufolge das Ka des Königs ruhte. Der Kultschrein in der östlichen Mitte des Talbezirks war in seiner Funktion einer heutigen Andachtskapelle ähnlich. Für die Ausübung und Befolgung der Andachten und Rituale waren speziell ausgebildete Priester, sogenannte Gottesdiener, zuständig. Die einzelnen Abläufe während solcher Andachten sind aus der Frühzeit nicht überliefert. Auch ist unbekannt, wie lange diese einzelnen Totenkulte für den jeweiligen Herrscher gehegt und ausgeübt wurden; es war wohl von der Bekanntheit und historischen Wichtigkeit des Verstorbenen abhängig. Kleine Bezirke von kurzzeitig regierenden Königen wurden freilich schneller aufgegeben und verlassen als von Königen mit langer Herrschaft und großem Einfluss zu Lebzeiten. Im Falle sogenannter „Blitz-Herrscher“, die nur 1 bis 4 Jahre regiert hatten, ist nicht einmal sicher, ob sie überhaupt einen eigenen Talbezirk besessen hatten.
Neuere Ausgrabungskampagnen haben außerdem offenbart, dass die Einfriedungsbezirke mindestens jeweils an einer Seite vorsätzlich zerstört worden waren. Sie waren – als Bauwerke – gar nicht für die Ewigkeit bestimmt gewesen, im Gegensatz zu den eigentlichen Königsgräbern. Das erklärt nicht nur, warum bestimmte Eingangsportale unmittelbar nach dem Tod des Königs zugemauert und nur als Scheintüren erhalten wurden, es erklärt auch, warum in einigen Talbezirken rituell bestattete Werkzeuge zurückgelassen wurden. Offensichtlich sollten die Talbezirke selbst symbolisch „bestattet“ werden und gewissermaßen ihrem Herrn ins Jenseits folgen. Ein ähnliches Phänomen ist auch von den Kultbarken des Frühen Reiches bekannt.